# René Demanck
René Demanck, né le 11 décembre 1912, à Schaerbeek et mort en 2003, est un joueur belge de basket-ball.